# Sabahister esmeraldae
Sabahister esmeraldae är en skalbaggsart som beskrevs av Yves Gomy och Vienna 2008. Sabahister esmeraldae ingår i släktet Sabahister och familjen stumpbaggar. Inga underarter finns listade i Catalogue of Life.